# Södermanlands runinskrifter 28
Södermanlands runinskrifter 28 är en nu försvunnen vikingatida runsten som funnits i Nora, Trosa-Vagnhärads socken och Trosa kommun. Stenen är 1,51 meter hög och 0,79 meter bred. Troligen är den av gråsten.

## Inskriften
Translitterering av runraden:
[tiarfʀ · raisti · stain : þinsa : at : irim : faþur : sin : kuþan :]
Normalisering till runsvenska:
Diarfʀ ræisti stæin þennsa at Grim, faður sinn goðan.
Översättning till nusvenska:
Djärv reste denna sten efter Grim, sin gode fader.